# Света Троица (Куманово, Северна Македония)
Вижте пояснителната страница за други значения на Света Троица.
„Света Троица“ (на македонска литературна норма: „Света Троица“) е православна църква в град Куманово, Северна Македония, част от Кумановско-Осоговската епархия на Македонската православна църква – Охридска архиепископия.
Църквата е построена от сръбската община в Куманово, тъй като сърбоманите нямат достъп до българския храм „Свети Никола“. Храмът е изграден в 1901 година от дебърския архитект Михаил Георгиев (Михайло Джорджевич). Сръбското правителство плаща плановете, направени от руския архитект Владимир Антонов. Иконостасът е дар от сръбската кралица Драга и на него са изобразени много сръбски светци като Свети Сава, Княз Лазар и Свети Урош.